# 高翔 (1953年)
高翔（1953年6月—），男，汉族，中华人民共和国政治人物。

## 生平
1970年4月参加工作，1975年4月加入中国共产党，大学学历。1978年10月到国务院机关事务管理局工作，历任行政司副司长、司长，综合管理司司长，办公室主任。1998年10月，任局党组成员。2000年12月，任副局长。2014年2月卸任。